# 파괴 공작원
《파괴 공작원》(Saboteur)은 미국에서 제작된 알프레드 히치콕 감독의 1942년 영화이다. 프리실라 레인 등이 주연으로 출연하였고 프랭크 로이드 등이 제작에 참여하였다. 1942년 4월 24일 개봉되었다.

## 줄거리
비행기 군수 공장의 점심시간. 친구와 구내식당으로 가던 선량한 주인공 베리 케인(로버트 커닝스 분)은 앞서 걸어가던 남자가 떨어뜨린 편지를 줍게 된다. 겉봉에 '프랭크 프라이'라는 이름이 쓰여진 편지였다. 베리는 편지를 주인에게 건네주지만 잠시 후 땅에 떨어진 돈을 미처 보지 못한 것을 발견하고는 그를 다시 찾게 된다. 베리는 카페테리아에서 식사 중인 프라이를 찾아서 주운 그의 돈을 돌려준다.
그런데 얼마 후 공장에서 갑자기 큰 화재가 발생한다. 프라이로부터 소화기를 전달받은 베리는 친구에게 소화기를 건네준다. 그러나 친구가 소화기를 켠 순간 화염이 일며 목숨을 잃게 된다. 베리는 소화기 안에 가솔린이 들어있다는 이유로 경찰로부터 살인과 방화 혐의로 의심을 받게 된다. 자기도 모르는 사이에 쫓기는 신세가 되어버린 베리. 누명을 벗기 위해 편지겉봉에 쓰여있던 프라이의 주소로 떠난다.
스프링 랜치에 도착한 베리는 목장주인 토빈을 대면한다. 베리가 프라이라는 사람에 대해 묻자 토빈은 기억나지 않는 사람이라고 대답한다. 곧 오겠다며 집안으로 들어간 토빈을 기다리는 동안 베리는 토빈의 손녀가 토빈의 비치 가운에서 꺼낸 엽서들을 주워 주게 된다. 그러나 엽서에서 프라이의 이름이 쓰여진 주소를 보게 된다. 토빈은 경찰을 불러 베리에게 수갑을 채우게 하지만 탈출에 성공한 베리는 프라이의 엽서에 적혀있던 주소인 소다시티로 향한다. 수갑을 찬 베리를 도와줄 이는 아무도 없어 보인다.
길가에서 우연히 만난 집안에 들어간 그는 맹인 노인으로부터 친절한 대접을 받게된다. 베리는 그의 조카딸 페트리샤와 소다시티로 향한다. 그러나 막상 도착해보니 그곳은 폐광이 되어버린 곳으로 아무도 살지 않는다. 베리는 그 곳에서 토빈의 부하들을 만나지만 아이러니하게도 그들은 억울함을 호소하는 베리의 처지를 동정하게 되어 그를 데리고 뉴욕으로 함께 간다.
어느 귀부인의 저택에 들어간 베리는 토빈이 테러 음모를 꾸민다는 사실을 듣게 된다. 그것은 뉴욕항에서 출발 예정이던 대형여객선을 폭파하려는 것. 그 곳에서 작업중인 프라이를 발견한 베리는 몸싸움을 벌인다. 프라이는 폭탄을 작동시키는 버튼을 누르고, 진수식을 마치고 출항하려던 찰나, 배는 눈깜짝할 사이에 폭파되어 침몰한다. 베리는 프라이를 뒤쫓아 자유의 여신상 위로 올라간다. 그러나 그를 피해 도망치려다 난간에서 미끄러져 아래로 추락할 위기에 처하고 만다. 프라이는 끝까지 베리를 저주하는 말을 내뱉는다. 그는 소매솔기가 튿어져 추락한다.

## 출연

### 주연
- 프리실라 레인
- 로버트 커밍스

### 조연
- 오토 크러거
- 앨런 백스터
- 클렘 베번스
- 노먼 로이드
- 엘머 크루거